# Coupesarte
Coupesarte és un municipi francès situat al departament de Calvados i a la regió de Normandia. L'any 2007 tenia 42 habitants.

## Demografia

### Població
El 2007 la població de fet de Coupesarte era de 42 persones. Hi havia 21 famílies de les quals 9 eren unipersonals (9 homes vivint sols), 4 parelles sense fills, 4 parelles amb fills i 4 famílies monoparentals amb fills.
La població ha evolucionat segons el següent gràfic:
Habitants censats

### Habitatges
El 2007 hi havia 31 habitatges, 25 eren l'habitatge principal de la família, 4 eren segones residències i 2 estaven desocupats. 28 eren cases i 2 eren apartaments. Dels 25 habitatges principals, 14 estaven ocupats pels seus propietaris, 10 estaven llogats i ocupats pels llogaters i 1 estava cedit a títol gratuït; 3 tenien tres cambres, 4 en tenien quatre i 17 en tenien cinc o més. 21 habitatges disposaven pel capbaix d'una plaça de pàrquing. A 22 habitatges hi havia un automòbil i a 3 n'hi havia dos o més.

### Piràmide de població
La piràmide de població per edats i sexe el 2009 era:
| Homes | Edats   | Dones |
| ----- | ------- | ----- |
| 0     | 95 o +  | 0     |
| 0     | 90 a 94 | 0     |
| 0     | 85 a 89 | 0     |
| 0     | 80 a 84 | 0     |
| 4     | 75 a 79 | 0     |
| 0     | 70 a 74 | 4     |
| 0     | 65 a 69 | 0     |
| 0     | 60 a 64 | 4     |
| 0     | 55 a 59 | 0     |
| 4     | 50 a 54 | 4     |
| 0     | 45 a 49 | 0     |
| 0     | 40 a 44 | 0     |
| 0     | 35 a 39 | 0     |
| 0     | 30 a 34 | 0     |
| 4     | 25 a 29 | 4     |
| 0     | 20 a 24 | 0     |
| 4     | 15 a 19 | 0     |
| 0     | 10 a 14 | 0     |
| 0     | 5 a 9   | 0     |
| 4     | 0 a 4   | 0     |

## Economia
El 2007 la població en edat de treballar era de 24 persones, 21 eren actives i 3 eren inactives. Les 21 persones actives estaven ocupades(14 homes i 7 dones).. De les 3 persones inactives 2 estaven jubilades i 1 estava estudiant.
Activitats econòmiques
L'any 2000 a Coupesarte hi havia 9 explotacions agrícoles.

## Poblacions més properes
El següent diagrama mostra les poblacions més properes.